# Principais hidrelétricas a montante da Usina Hidrelétrica de Itaipu
Principais hidrelétricas a montante da Usina Hidrelétrica de Itaipu.

## Hidrelétricas da Bacia Hidrográfica do Rio Paranaíba

### Hidrelétricas noRio São Marcos
- Usina Hidrelétrica Serra do Facão: localizada em Goiás entre os municípios de Catalão e Davinópolis, o enchimento do reservatório teve início em novembro de 2009[3], entrou em operação comercial no mês de julho de 2010. Tem capacidade de gerar 210 megawatts de energia, a partir de um desnível máximo de 81 m[4]. Seu nível máximo operacional é de 756 m acima no nível do mar[3]. A área alagada máxima é de 218,84 km²[5][6][7].

As águas do Rio São Marcos se juntam as águas do Rio Paranaíba no lago da Usina Hidrelétrica de Emborcação.

### Hidrelétricas da Bacia Hidrográfica do Rio Corumbá

#### Hidrelétricas noRio Paranoá
- Usina Hidrelétrica do Paranoá: início da geração em setembro de 1962. Localizada no Distrito Federal. Capacidade instalada de 30 MW, a partir de um desnível de até 105 m. Reservatório armazena água captada em uma área de 1.004,7 Km2 e alaga uma área de até 38 km². Seu nível máximo operacional é a 1.000,80 m acima do nível do mar e seu nível mínimo operacional é a 999,80 m acima do nível do mar, sendo considerada uma usina hidrelétrica a fio d'água[8][9][10].

As águas do Rio Paranoá se juntam as águas do Rio Corumbá após a Usina Hidrelétrica de Corumbá III.

#### Hidrelétricas noRio Corumbá
- Usina Hidrelétrica de Corumbá IV: inaugurada em 4 de abril de 2006, próxima ao município de Luziânia em Goiás. Capacidade instalada de 129,6 MW. Reservatório, formado por uma barragem de 76 m de altura, alaga uma área de até 173 km²[11][12];
- Usina Hidrelétrica de Corumbá III: inaugurada em abril de 2009, no município de Luziânia em Goiás. Capacidade instalada de 93,6 MW. Reservatório, formado por uma barragem de 54 m de altura, alaga uma área de até 77.4 km²[13][14][15][16];
- Usina Hidrelétrica de Corumbá: início da geração de energia elétrica em junho de 1997, a cerca de 30 km do município de Caldas Novas em Goiás. Capacidade instalada de 375 MW, a partir de um desnível máximo de 80,1m. Reservatório, formado por uma barragem de 90 m de altura, que capta água de uma área de 27.800 KM2 e alaga uma área de até 65 km²[1][17][18].

As águas do Rio Corumbá se juntam ao Rio Paranaíba no lago da Usina Hidrelétrica de Itumbiara.

### Hidrelétricas noRio Araguari
- Usina Hidrelétrica de Nova Ponte: início da geração em setembro de 1994. Localizada no município de Nova Ponte (MG). Capacidade instalada de 510 MW, a partir de um desnível de até 96 m. Reservatório que capta água de uma área de 15.300 KM2 e alaga uma área de até 449 km²[1][2][19][20];
- Usina Hidrelétrica de Miranda: Início de geração em 30 de maio de 1998. Localizada no município de Indianópolis (MG). Capacidade instalada de 408 MW, a partir de um desnível de até 66,4 m. Reservatório que capta água de uma área de 17.800 KM2 e alaga uma área de até 50,61 km², sendo considerada uma usina hidrelétrica a fio d'água[1][2][21];
- Usina Hidrelétrica Amador Aguiar I (antes denominada como "Usina Hidrelétrica Capim Branco I"): Início de geração em 31 de janeiro de 2006. Localizada entre os municípios de Uberlândia e Araguari em Minas Gerais. Capacidade instalada de 240 MW. Reservatório alaga uma área de até 18,66 km², sendo considerada uma usina hidrelétrica a fio d'água [22][23][24][25][26];
- Usina Hidrelétrica Amador Aguiar II (antes denominada como "Usina Hidrelétrica Capim Branco II"): Início de geração em 15 de dezembro de 2006. Localizada entre os municípios de Uberlândia e Araguari em Minas Gerais. Capacidade instalada de 210 MW. Reservatório alaga uma área de até 45,11 km², sendo considerada uma usina hidrelétrica a fio d'água[25][26].

As águas do Rio Araguari se juntam ao Rio Paranaíba no lago da Usina Hidrelétrica de Itumbiara.

### Hidrelétricas noRio Paranaíba
- Usina Hidrelétrica de Emborcação: início da geração em 1982. Localizada na divisa dos Estados de Goiás e Minas Gerais, entre os municípios de Araguari (MG) e Catalão (GO). Capacidade instalada de 1.192 MW, a partir de um desnível de até 130,3 m. Reservatório que capta água de uma área de 29.300 KM2 e alaga uma área de até 473 km²[1][2][20][27][28];
- Usina Hidrelétrica de Itumbiara: início da geração em 1981. Localizada na divisa dos Estados de Goiás e Minas Gerais, entre os municípios de Araporã (MG) e Itumbiara (GO). Capacidade instalada de 2.082 MW, a partir de um desnível de até 80,2 m. Reservatório que capta água de uma área de 95.000 KM2 e alaga uma área de até 778 km²[1][2][29][30];
- Usina Hidrelétrica de Cachoeira Dourada: início da geração em 1959. Localizada na divisa dos Estados de Goiás e Minas Gerais. Capacidade instalada de 638 MW, a partir de um desnível de até 30,7 m. Reservatório que capta água de uma área de 98.970 KM2 e alaga uma área de até 100 km², sendo considerada uma usina hidrelétrica a fio d'água[1][2][31][32][33];
- Usina Hidrelétrica de São Simão: início da geração em 1978. Localizada na divisa dos Estados de Goiás e Minas Gerais, na altura dos municípios de São Simão (GO) e Santa Vitória. Capacidade instalada de 1.710 MW, a partir de um desnível de até 70,9 m. Reservatório que capta água de uma área de 171.000 KM2 e alaga uma área de até 722,25 km², sendo considerada uma usina hidrelétrica a fio d'água[1][2][34].

Após a Usina Hidrelétrica de São Simão as águas do Rio Parnaíba se juntam às águas do Rio Grande para formar o Rio Paraná.

## Hidrelétricas da Bacia Hidrográfica do Rio Grande

### Hidrelétricas da Bacia Hidrográfica doRio Pardo

#### Hidrelétricas doRio das Antas
- Usina Hidrelétrica José Togni, também conhecida como "Usina Hidrelétrica Bortolan": início da geração em outubro de 1988. Localizada no Município de Poços de Caldas (MG). Capacidade instalada de 0,9 MW, a partir de um desnível máximo de 12,67 m, mas pode operar com um desnível mínimo de 7 m. Seu reservatório alaga uma área de até 3,45 km² [35][36];
- Usina Hidrelétrica Engenheiro Ubirajara Machado de Moraes, também conhecida como "Usina Hidrelétrica Véu das Noivas": início da geração em 19 de outubro de 1985. Localizada no Município de Poços de Caldas (MG), após a Cascata Véu das Noivas. Capacidade instalada de 1 MW, a partir de um desnível máximo de 30,93 m [35];
- Usina Hidrelétrica Engenheiro Pedro Affonso Junqueira, também conhecida como "Usina Hidrelétrica Antas I": início da geração em 1902, ampliação inaugurada em 20 de abril de 2010. Localizada no Município de Poços de Caldas (MG). Capacidade instalada de 8,8 MW[35][37][38];
- Usina Hidrelétrica Walther Rossi, também conhecida como "Usina Hidrelétrica Antas II": início da geração em 14 de novembro de 1998. Localizada no Município de Poços de Caldas (MG). Capacidade instalada de 16,5 MW, a partir de um desnível de 165m[35].

Após a Usina Hidrelétrica Walther Rossi, o Rio das Antas passa a ser denominado como Rio Lambari.

#### Hidrelétricas doRio Lambari
- Usina Hidrelétrica Padre Carlos, antes denominada "Usina Hidrelétrica Rolador": início da geração em 16 de janeiro de 2004. Localizada no Município de Poços de Caldas (MG). Capacidade instalada de 7,8 MW.[40][41][42].

A foz do Rio Lambari é no Lago da Usina Hidrelétrica de Caconde.

#### Hidrelétricas do Rio Pardo
- Usina Hidrelétrica de Caconde, antes denominada como "Usina Hidrelétrica de Graminha": início da geração em 15 de setembro de 1966. Localizada no Município de Caconde (SP). Capacidade instalada de 80,4 MW, a partir de um desnível de até 105 m. Reservatório que capta água de uma área de 2.566 KM2 e alaga uma área de até 31 km²[1][2][43];
- Usina Hidrelétrica Euclides da Cunha: início da geração em 24 de novembro de 1960. Localizada no Município de São José do Rio Pardo (SP). Capacidade instalada de 108,8 MW, a partir de um desnível de até 92 m. Reservatório que capta água de uma área de 4.366 KM2 e alaga uma área de até 1 km², sendo considerada uma usina hidrelétrica a fio d'água[1][2][44];
- Usina Hidrelétrica Limoeiro: início da geração em 25 de setembro de 1958. Localizada no Município de Mococa (SP). Capacidade instalada de 32 MW, a partir de um desnível de até 25,5 m. Reservatório que capta água de uma área de 4.447 KM2 e alaga uma área de até 3,3 km², sendo considerada uma usina hidrelétrica a fio d'água[1][2][45].

As águas do Rio Pardo se juntam às águas do Rio Grande após à Hidrelétrica de Porto Colômbia.

### Hidrelétricas noRio Grande
- Usina Hidrelétrica de Camargos: início da geração em 1960. Localizada no Município de Itutinga (MG). Capacidade instalada de 45 MW, a partir de um desnível de até 24,7 m. Reservatório que capta água de uma área de 6.280 KM2 e alaga uma área de até 50,46 km². O nível operacional fica entre 899m e 913m acima do nível do mar[1][2][20][46][47];
- Usina Hidrelétrica de Itutinga: início da geração em 1955. Localizada entre os Municípios de Itutinga (MG) e Nazareno (MG). Capacidade instalada de 52 MW, a partir de um desnível de até 25 m. Reservatório que capta água de uma área de 6.280 KM2 e alaga uma área de até 2.03 km², sendo considerada uma usina hidrelétrica a fio d'água[1][2][20][46];
- Usina Hidrelétrica do Funil: início da geração em 2002. Localizada entre os Municípios de Lavras (MG) e Perdões (MG). Capacidade instalada de 180 MW, a partir de um desnível de até 39 m. Reservatório que alaga uma área de até 33,46 km²[48];
- Usina Hidrelétrica de Furnas: início da geração em 1963. Localizada entre os Municípios de São José da Barra (MG) e São João Batista do Glória (MG). Capacidade instalada de 1.216 MW, a partir de um desnível de até 90 m. Reservatório que capta água de uma área de 50.464 KM2 e alaga uma área de até 1.784 km², que opera com um nível mínimo de 750 m acima do nível do mar e com um nível máximo de 769,30 m acima do nível do mar[1][2][46][49];
- Usina Hidrelétrica Mascarenhas de Moraes: início da geração em 1957. Localizada no Município de Ibiraci (MG). Capacidade instalada de 478 MW, a partir de um desnível de até 43 m. Reservatório que capta água de uma área de 59.600 KM2 e alaga uma área de até 250 km², que opera com um nível mínimo de 653,12 m acima do nível do mar e com um nível máximo de 666,12 m acima do nível do mar[1][2][46][50];
- Usina Hidrelétrica Luís Carlos Barreto de Carvalho: também conhecida como Usina Hidrelétrica de Estreito. Localizada no Municípios de Pedregulho (SP). Início da geração: março de 1969. Capacidade instalada de 1.104 MW, a partir de um desnível de até 67,7 m. Reservatório que capta água de uma área de 61.942 KM2 e alaga uma área de até 46,7 km², que opera com um nível mínimo de 618,5 m acima do nível do mar e com um nível máximo de 622,5 m acima do nível do mar, sendo considerada uma usina hidrelétrica a fio d'água[1][2][46][51];
- Usina Hidrelétrica de Jaguara: Início da geração em 1971. Localizada na divisa dos estados de Minas Gerais (MG) e São Paulo (SP), mas precisamente na altura dos municípios de Sacramento (MG) e Rifaina (SP). Capacidade instalada de 424 MW, a partir de um desnível de até 26,6 m. Reservatório que capta água de uma área de 62.700 KM2. É considerada uma usina hidrelétrica a fio d'água[1][2][20];
- Usina Hidrelétrica de Igarapava: Inaugurada em 18 de dezenbro de 1998. Localizada na divisa dos estados de Minas Gerais (MG) e São Paulo (SP), mas precisamente na altura do Município de Igarapava (SP). Capacidade instalada de 210 MW. Reservatório que capta água de uma área de 64.700 KM2, e alaga uma área de até 36 KM2. É considerada uma usina hidrelétrica a fio d'água[1][52][53];
- Usina Hidrelétrica de Volta Grande: Início da geração em 1974, localizada na divisa dos estados de Minas Gerais (MG) e São Paulo (SP), mas precisamente na altura do Município de Conceição das Alagoas (MG). Capacidade instalada de 380 MW, a partir de um desnível de até 44,1 m. Reservatório que capta água de uma área de 68.100 KM2, e alaga uma área de até 222 KM2. É considerada uma usina hidrelétrica a fio d'água[1][2][20][54];
- Usina Hidrelétrica de Porto Colômbia: Início da geração em junho de 1973, localizada na divisa dos estados de Minas Gerais (MG) e São Paulo (SP), mas precisamente na altura dos municípios de Planura (MG) e Guaíra (SP). Capacidade instalada de 336 MW, a partir de um desnível de até 18,9 m. Reservatório que capta água de uma área de 73.400 KM2 e alaga uma área de até 143 KM2, que opera com um nível mínimo de 465,5 m acima do nível do mar e com um nível máximo de 467,2 m acima do nível do mar, sendo considerada uma usina hidrelétrica a fio d'água[1][2][55];
- Usina Hidrelétrica de Marimbondo: início da geração em outubro de 1975, localizada na divisa dos estados de Minas Gerais (MG) e São Paulo (SP), mas precisamente na altura dos municípios de Fronteira (MG) e Icém (SP). Capacidade instalada de 1.519,92 MW, a partir de um desnível de até 59,2 m. Reservatório que capta água de uma área de 116.700 KM2 e alaga uma área de até 438 KM2, que opera com um nível mínimo de 426 m acima do nível do mar e com um nível máximo de 446,3 m acima do nível do mar [1][2][56];
- Usina Hidrelétrica de Água Vermelha, também conhecida como Usina Hidrelétrica José Ermínio de Moraes: início da operação em 1978, localizada na divisa dos estados de Minas Gerais (MG) e São Paulo (SP), mas precisamente na altura dos municípios de Iturama (MG) e Ouroeste (SP), a 80 km da confluência com o Rio Paranaíba. Capacidade instalada de 1.396 MW, a partir de um desnível de até 57 m. Reservatório que capta água de uma área de 139.900 KM2 e alaga uma área de até 647 Km2, com nível mínimo operacional a 373,30 m acima do nível do mar e nível máximo operacional a 373,30 m acima do nível do mar[1][2][57].

O Rio Grande recebe as águas do Rio Pardo após a Usina Hidrelétrica de Porto Colômbia. Após a Usina Hidrelétrica de Água Vermelha, o Rio Grande se junta ao Rio Paranaíba para formar o Rio Paraná.

## Hidrelétricas noRio Tietê
- Usina Hidrelétrica de Barra Bonita: início da operação em 1963, localizada no Municípios de Barra Bonita (SP). Capacidade instalada de 140 MW, a partir de um desnível de até 23,5 m. Reservatório que capta água de uma área de 32.330 KM2 e alaga uma área de até 310 Km2, com nível mínimo operacional a 439,50 m acima do nível do mar e nível máximo operacional a 451,50 m acima do nível do mar[1][58];
- Usina Hidrelétrica de Bariri: início da operação em 1965, localizada entre os municípios de Bariri/SP e Boracéia/SP. Capacidade instalada de 136,8 MW, a partir de um desnível de até 24 m. Reservatório que capta água de uma área de 35.430 KM2 e alaga uma área de até 63 Km2, com nível mínimo operacional a 426,5 m acima do nível do mar e nível máximo operacional a 427,5 m acima do nível do mar, sendo considerada uma usina hidrelétrica a fio d'água[1][2][59];
- Usina Hidrelétrica de Ibitinga: início da operação em 1965, localizada no Municípios de Ibitinga/SP. Capacidade instalada de 131,49 MW, a partir de um desnível de até 21,2 m. Reservatório que capta água de uma área de 43.500 KM2 e alaga uma área de até 114 Km2, com nível mínimo operacional a 403,5 m acima do nível do mar e nível máximo operacional a 404 m acima do nível do mar, sendo considerada uma usina hidrelétrica a fio d'água[1][2][60];
- Usina Hidrelétrica Mário Lopes Leão, também chamada de Usina Hidrelétrica de Promissão: início da operação em 1975, localizada próxima aos Municípios de Promissão/SP e Avanhandava/SP. Capacidade instalada de 264 MW, a partir de um desnível de até 27,4 m. Reservatório que capta água de uma área de 57.610 KM2 e alaga uma área de até 530 Km2, com nível mínimo operacional a 379,7 m acima do nível do mar e nível máximo operacional a 384 m acima do nível do mar[1][61];
- Usina Hidrelétrica de Nova Avanhandava: início da operação em 1982, localizada no Municípios de Buritama/SP. Capacidade instalada de 347 MW, a partir de um desnível de até 29,7 m. Reservatório que capta água de uma área de 62.300 KM2 e alaga uma área de até 210 Km2, com nível mínimo operacional a 356 m acima do nível do mar e nível máximo operacional a 358 m acima do nível do mar, sendo considerada uma usina hidrelétrica a fio d'água[1][2][62];
- Usina Hidrelétrica Três Irmãos: localizada no Município de Pereira Barreto/SP, a 28 km da confluência com o Rio Paraná. Capacidade instalada de 807,5 MW, a partir de um desnível de até 42 m. Reservatório que capta água de uma área de 69.900 KM2 e alaga uma área de até 785 Km2, com nível mínimo operacional a 323 m acima do nível do mar e nível máximo operacional a 328 m acima do nível do mar, que se comunica com o reservatório da Usina Hidrelétrica de Ilha Solteira por meio do Canal Pereira Barreto [2][63][64].

## Hidrelétricas noRio Paranapanema
- Usina Hidrelétrica de Jurumirim: início da geração 21 de setembro de 1962, na sua margem direita fica o município de Cerqueira César/SP e na sua margem esquerda o município de Piraju/SP. Capacidade instalada de 97,75 MW, a partir de um desnível de até 30,9 m. Reservatório que capta água de uma área de 17.800 KM2 e alaga uma área de até 449 Km2, nível mínimo operacional: 559,7 m acima do nível do mar, nível máximo operacional: 568 m acima do nível do mar[1][2][65];
- Usina Hidrelétrica de Piraju: início da operação em setembro de 2002, no Município de Piraju/SP. Capacidade instalada de 80 MW. Reservatório que alaga uma área de até 12,75 Km2[66];
- Usina Hidrelétrica Paranapanema: início da geração em 1932, última ampliação em 1999, localizada na zona urbana do Município de Piraju/SP. Capacidade instalada de 31,1 MW, a partir de um desnível de 16,8m. Reservatório que alaga uma área de até 1,492 Km2 [67];
- Usina Hidrelétrica de Chavantes: início da geração em 6 de fevereiro de 1970, na sua margem direita fica o município de Chavantes/SP e na sua margem esquerda o município de Ribeirão Claro/PR. Capacidade instalada de 414 MW, a partir de um desnível de até 73,6 m. Reservatório que capta água de uma área de 27.500 KM2 e alaga uma área de até 400 Km2, nível mínimo operacional: 465,23 m acima do nível do mar, nível máximo operacional: 474 m acima do nível do mar[1][2][68];
- Usina Hidrelétrica de Salto Grande: início da geração em 31 de maio de 1958, localizada entre os Municípios de Salto Grande/SP e Cambará /PR. Capacidade instalada de 73,785 MW, a partir de um desnível de até 19 m. Reservatório que capta água de uma área de 38.765 KM2 e alaga uma área de até 12 Km2, nível mínimo operacional: 381,17 m acima do nível do mar, nível máximo operacional: 384,67 m acima do nível do mar, sendo considerada uma usina hidrelétrica a fio d'água[1][2][69];
- Usina Hidrelétrica de Canoas II: início da geração em 15 de maio de 1999, localizada entre os Municípios de Palmital/SP e Andirá/PR. Capacidade instalada de 72 MW, a partir de um desnível de 14,5 m. Reservatório que capta água de uma área de 39.721 KM2 e alaga uma área de até 22,51 Km2, nível mínimo constante: 366 m acima do nível do mar, sendo considerada uma usina hidrelétrica a fio d'água[1][2][70];
- Usina Hidrelétrica de Canoas I: início da geração em 9 de maio de 1999, localizada entre os Municípios de Cândido Mota/SP e Itambaracá/PR. Capacidade instalada de 82,5 MW, a partir de um desnível de 16,3 m. Reservatório que capta água de uma área de 41.085 KM2 e alaga uma área de até 30,85 Km2, nível mínimo constante: 351 m acima do nível do mar, sendo considerada uma usina hidrelétrica a fio d'água[1][2][71];
- Usina Hidrelétrica de Capivara: início da geração em 10 de março de 1977, localizada entre os Municípios de Taciba/SP e Porecatu/PR. Capacidade instalada de 640 MW, a partir de um desnível de 50 m. Reservatório que capta água de uma área de 85.000 KM2 e alaga uma área de até 576 Km2, nível mínimo operacional: 331 m acima do nível do mar, nível máximo operacional: 334 m acima do nível do mar[1][2][72];
- Usina Hidrelétrica de Taquaruçu: início da geração em 12 de janeiro de 1994, localizada entre os Municípios de Sandovalina/SP e Itaguagé/PR. Capacidade instalada de 554 MW, a partir de um desnível de 23 m. Reservatório que capta água de uma área de 88.000 KM2 e alaga uma área de até 80 Km2, nível mínimo operacional: 282 m acima do nível do mar, nível máximo operacional: 284 m acima do nível do mar, sendo considerada uma usina hidrelétrica a fio d'água[1][2][73];
- Usina Hidrelétrica de Rosana: início da geração em 20 de maio de 1987, localizada entre os Municípios de Rosana/SP e Diamante do Norte/PR, a 15 km da foz do rio, quando as águas do Rio Paranapanema juntam-se às águas do Rio Paraná, após a Usina Hidrelétrica de Porto Primavera. Capacidade instalada de 372 MW, a partir de um desnível de 17 m. Reservatório que capta água de uma área de 99.000 KM2 e alaga uma área de até 220 Km2, nível mínimo operacional: 256 m acima do nível do mar, nível máximo operacional: 258 m acima do nível do mar, sendo considerada uma usina hidrelétrica a fio d'água[1][2][74].

## Hidrelétricas noRio Paraná
- Usina Hidrelétrica de Ilha Solteira: concluída em 1978, localizada entre os Municípios de Ilha Solteira/SP e Selvíria/MS. Capacidade instalada de 3.440 MW, a partir de um desnível de até 41,5 m. Reservatório que capta água de uma área de 375.460 KM2 e alaga uma área de até 1.195 Km2, nível mínimo operacional: 323 m acima do nível do mar, nível máximo operacional: 328 m acima do nível do mar, que se comunica com o reservatório da Usina Hidrelétrica de Três Irmãos por meio do Canal Pereira Barreto[1][2][75][76];
- Usina Hidrelétrica Engenheiro Sousa Dias, também conhecida como Usina Hidrelétrica de Jupiá: concluída em 1974, localizada entre os Municípios de Andradina/SP, Castilho/SP e Três Lagoas/MS. Capacidade instalada de 1.551,2 MW, a partir de um desnível de até 21,3 m. Reservatório que capta água de uma área de 470.000 KM2 e alaga uma área de até 330 Km2, nível operacional constante: 280 m acima do nível do mar, sendo considerada uma usina hidrelétrica a fio d'água[2][77][78];
- Usina Hidrelétrica Engenheiro Sérgio Motta, também conhecida como Usina Hidrelétrica Porto Primavera: concluída em dezembro de 1998, localizada no Municípios de Rosana/SP a 28 km a montante da confluência com o Rio Paranapanema. Capacidade instalada de 1.540 MW, a partir de um desnível de até 18,95 m. Reservatório que capta água de uma área de 574.000 KM2 e alaga uma área de até 2.250 Km2, nível mínimo operacional: 257 m acima do nível do mar, nível máximo operacional: 259 m acima do nível do mar [2][79][80].

O Rio Paraná, formado pela confluência do Rio Paranaíba e do Rio Grande, recebe as águas do Rio Tietê após a Usina Hidrelétrica de Ilha Solteira e as águas do Rio Paranapanema, após a Usina Hidrelétrica de Porto Primavera.